# Copelatus angustus
Copelatus angustus es una especie de escarabajo buceador del género Copelatus, de la subfamilia Copelatinae, en la familia Dytiscidae. Fue descrito por Gschwendtner en 1932.